# Susanne Blakeslee
Susanne Ann Blakeslee (27. ledna 1956 Los Angeles) je americká herečka a dabérka. Z jejích pozoruhodných dabingových rolí je hlas kmotry Wandy a její matky v pohádce Kouzelní kmotříčci televizní stanice Nickelodeon a také hlas Maleficenty ve videohře Kingdom Hearts. Svůj hlas propůjčila i dalším postavám, jako je Lady Tremaine v novém nadabování Popelky, královna Grimhilda ve Sněhurka a sedm trpaslíků či Cruella de Vil v 101 dalmatinů II: Flíčkova londýnská dobrodružství. V roce 2012 získala Ovationovou cenu.